# Премия Гаетано Ширеа
Националната премия за образцова кариера „Гаета́но Шире́а“ (на италиански: Premio Nazionale Carriera Esemplare "Gaetano Scirea"), или само Премия „Ширеа“, е ежегодна футболна награда в Италия, основана през 1992 г.

## Описание
Учредена е през 1992 г. от община Чинизело Балсамо, Ломбардия в сътрудничество със Съюза на италианските спортни издания (Unione Stampa Sportiva Italiana) и Обединението на спортните журналисти на Ломбардия (Gruppo Lombardo Giornalisti Sportivi) за популяризация на принципите на честната игра (fair play). Церемонията по връчване на наградите е по времето на провеждане на ежегодния юношески турнир по футбол – мемориала „Гаетано Ширеа“.
Връчва се на футболисти на възраст над 30 години, играещи в „Серия А“ (най-висшата футболна дивизия от шампионата на Италия) и представляващи образец на достойно поведение и привързаност към принципите на fair play. Наречена е в чест на Гаетано Ширеа (1953-1989), играч на „Ювентус“ и национал на Италия, известен със свето джентълменско поведение.
Лауреатът се избира с гласуване на италиански спортни журналисти. Традиционно в номинациите се включват само италиански играчи, обаче през 2010 г. е прието решение с приза да се удостояват и чуждестранни играчи, играли в „Серия А“ не по-малко от 10 години Първия чужденец, получил премията, става аржентинецът Хавиер Санети от 1995 г. играещ за ФК „Интер“, Милано и негов капитан от 1999 г. (с 15 години игра в Италия при награждаването).

## Лауреати
- 1992 г.: Джузепе Барези, „Интер“
- 1993 г.: Стефано Такони, „Дженоа“
- 1994 г.: Франко Барези, „Милан“
- 1995 г.: Пиетро Виерховод, „Сампдория“
- 1996 г.: Мауро Тасоти, „Милан“
- 1997 г.: Джузепе Бергоми, „Интер“
- 1998 г.: Роберто Донадони, „Милан“
- 1999 г.: Алесандро Костакурта, „Ювентус“
- 2000 г.: Микеланджело Рампула, „Милан“
- 2001 г.: Роберто Баджо, Бреша Калчо
- 2002 г.: Паоло Малдини, „Милан“
- 2003 г.: Чиро Ферара, „Ювентус“
- 2004 г.: Джузепе Синьори, „Болоня“
- 2005 г.: Джанфранко Дзола, Каляри Калчо
- 2006 г.: Джанлука Песото, „Ювентус“
- 2007 г.: Филипо Индзаги, „Милан“
- 2008 г.: Алесандро Дел Пиеро, „Ювентус“
- 2009 г.: Кристиано Дони, Аталанта БК
- 2010 г.: Хавиер Санети, „Интер“
- 2011 г.: Антонио Ди Натале, Удинезе Калчо
- 2012 г.: Дженаро Гатузо, „Милан“
- 2013 г.: Андреа Пирло, „Ювентус“
- 2014 г.: Франческо Тоти, „Рома“
- 2015 г.: Лука Тони, „Верона“
- 2016 г.: Джанлуиджи Буфон, „Ювентус“
- 2017 г.: Андреа Бардзали, „Ювентус“